# Emm Gryner
Emm Gryner (Sarnia, 8 giugno 1975) è una cantautrice canadese.

## Discografia
- And Distrust It (1995)
- The Original Leap Year (1997)
- Public (1998)
- Science Fair (1999)
- Dead Relatives (2000)
- Girl Versions (2001)
- Asianblue (2002)
- Songs of Love and Death (2005)
- The Great Lakes (2005)
- The Summer of High Hopes (2006)